# Erebia ornata
Erebia ornata är en fjärilsart som beskrevs av R. A. Leussler 1935. Erebia ornata ingår i släktet Erebia och familjen praktfjärilar. Inga underarter finns listade i Catalogue of Life.